# SN 2014J
SN 2014J とは、地球から見ておおぐま座の方向にある M82 内で出現したIa型超新星である。

## 発見
SN 2014J は、協定世界時2014年1月21日19時20分にロンドン大学天文台のスティーブ・J・フォッシーによって発見された。当時実習のために学生指導を行っていたフォッシーは、予定を変更してCCDカメラのデモを行うため、学生が選んだ M82 にカメラを向けたところ、今まで存在しなかった明るい天体がある事に気づいた。別のカラーフィルターや望遠鏡に切り替え、見間違いや機器ノイズ等のエラーである可能性を無くして報告した。当時は天気が悪く、雲がかかりそうになる中での発見となった。

## 観測
SN 2014J の明るさは、発見時はVバンドで11.7等級、Rバンドで10.5等級であった。16等級以下で発見される事の多い超新星が11等級で発見されるのは異例である。Virtual Telescope Project によれば、6150Åの強いケイ素IIの吸収線と20000km/sに相当する青方変移を観測し、Ia型超新星であると報告した。M82 は地球から約1150万光年離れた位置にあるが、これは約1180万光年離れた M81 内で発見された SN 1993J 以来の近さであり、SN 1987A や SN 2004dj などと共にここ数十年で最も近い部類の超新星である。
美星天文台や広島大学東広島天文台の分光観測では、極大等級に達する1週間から2週間前に発見されたとみられる。板垣公一によれば、過去に撮影された17等級以上の画像の精査で、1月15日13時40分の画像で14.4等級で映っていた事が確認され、その後の画像で増光している事も確認された。なお、画像解像度の問題で、当初報告された座標とは少し異なる位置に座標を置いている。
2014年7月、マックスプランク研究所の Roland Diehl 教授、京都大学の前田啓一准教授らのチームは、欧州宇宙機関のガンマ線観測人工衛星インテグラルによる観測データを解析した結果、爆発からわずか18日目の段階で56Niの放射性崩壊にともなうガンマ線を検出したと発表した。Ia型超新星の爆発は白色矮星の中心付近から始まるというこれまでの理論では、56Niの放射性崩壊によるガンマ線は周囲の物質に隠されて爆発後数か月間は観測できないと考えられており、この結果は従来の理論に再考を促すものである。
| バンド | 等級        | 日時 (UTC)   |
| ------ | ----------- | ------------ |
| U      | 10.88       | 1月22.516日  |
| B      | 12.91       | 1月22.3955日 |
| V      | 11.55       | 1月22.425日  |
| R      | 10.5        | 1月21.805日  |
| J      | 9.94 ± 0.06 | 1月22.76日   |
| H      | 9.83 ± 0.06 | 1月22.76日   |
| K      | 9.80 ± 0.08 | 1月22.76日   |
| Ic     | 10.63       | 1月22.1504日 |